# Wendy Williams (animatrice)
Pour les articles homonymes, voir Wendy Williams et Williams.
Wendy Williams est une humoriste, personnalité médiatique, écrivaine, et anciennement animatrice de talk-show, animatrice de radio et actrice américaine, née le 18 juillet 1964 à Asbury Park, dans le New Jersey.
En 2023 lui sont diagnostiquées une aphasie primaire progressive et une démence frontotemporale.

## Filmographie

### Cinéma
- 2004 : The Cookout : reporter No. 2
- 2011 : The Cookout 2 : elle-même
- 2012 : Think Like a Man : Gail
- 2014 : Think Like a Man Too : Gail
- 2014 : L'arnaque de Noël : Ruth
- 2016 : Mike and Dave Need Wedding Dates
- 2016 : Ice Age: The Great Egg-Scapade : Mère Condor

### Télévision
- 1995 : New York Undercover : DJ à New York/WQHT DJ (1 épisode : "You Get No Respect")
- 2010 & 2011 : The A-list : New York
- 2011 : On ne vit qu'une fois : Phyllis Rose (4 épisodes)
- 2011 : Drop Dead Diva : Juge Mary Rudd (1 épisode : "Hit and Run")
- 2011 : Mob Wives : Présentatrice (1 épisode : "Reunion")
- 2011 : Dancing with the Stars : Candidate
- 2012 : 30 Rock : elle-même
- 2012 : Sesame Street, (Episode : "Afraid of the Bark")
- 2013 : Belle's (1 épisode : "Runaway Bride")
- 2013 : New York, unité spéciale (saison 14, épisode 16)
- 2013 : The Neighbors, Shirley (1 épisode : "The One With Interspecies F-R-I-E-N-D-S")
- 2013, 2014, 2015 : R&B Divas: Los Angeles
- 2014 : R&B Divas: Atlanta
- 2016 : Wendy's Style Squad

### Présentatrice
- 2008-2015 : Entertainment Tonight (invitée - 7 émissions)
- 2008-2021 : The Wendy Williams Show : présentatrice (1 500+ émissions)
- 2009-2013 : Watch What Happens: Live (invitée; - émissions)

## Sources et références
- (en) Cet article est partiellement ou en totalité issu de l’article de Wikipédia en anglais intitulé « Wendy Williams » (voir la liste des auteurs).

1. ↑  (en) By Sam Cabral, « Former US talk show host Wendy Williams has aphasia and dementia », sur bbc.com, BBC News, 22 février 2024 (consulté le 26 février 2024).